# Aprosthema tardum
Aprosthema tardum är en stekelart som först beskrevs av Johann Christoph Friedrich Klug 1814.  Aprosthema tardum ingår i släktet Aprosthema, och familjen borsthornsteklar. Arten har ej påträffats i Sverige.